# Eiga Kirakira Pretty Cure À La Mode - Paris to! Omoide no mille-feuille!
Eiga Kirakira ☆ Pretty Cure À La Mode - Paris to! Omoide no mille-feuille! (映画 キラキラ☆プリキュアアラモード パリッと！想い出のミルフィーユ！?, Eiga Kirakira ☆ Purikyua A Ra Mōdo Paritto! Omoide no mirufīyu!, Eiga Kirakira ☆ Precure À La Mode Paris to! Omoide no mille-feuille!, lett. "Kirakira ☆ Pretty Cure À La Mode - Il film: Con Parigi! La millefoglie dei ricordi!") è un film del 2017 diretto da Yutaka Tsuchida.
È il ventitreesimo film d'animazione tratto dal franchise Pretty Cure di Izumi Tōdō e l'unico relativo alla quattordicesima serie Kirakira ☆ Pretty Cure À La Mode; tuttavia compaiono, con un ruolo secondario, anche le protagoniste della tredicesima serie.

## Trama
Le ragazze della Kirakira Pâtisserie si trovano a Parigi, in Francia, per partecipare a un'illustre gara di cucina, a cui prenderanno parte i più famosi maestri pasticcieri del mondo. Dopo l'improvviso attacco di un mostro, Ciel viene colpita da un incantesimo che non le permette di trasformarsi nel giusto modo e i suoi dolci vengono sempre male, nonostante gli innumerevoli tentativi. Intanto il gruppo fa la conoscenza di Jean-Pierre Zylberstein, un pasticciere parigino che aspira a creare il "dolce supremo" nonché colui che ha insegnato l'arte di fare dolci a Ciel, e della sua piccola amica Cook, un fantasma dei dolci. Quando anche gli altri concorrenti della gara subiscono lo stesso effetto di Ciel e la città comincia a trasformarsi in dolci, le Pretty Cure scoprono che dietro a tutto ciò c'è Cook, che mira a fare suo il mondo intero tramite Jean-Pierre, oramai soggiogato. Al fine di salvare il mondo, le Pretty Cure si apprestano a combattere, seppur in svantaggio poiché colpite anche loro da un incantesimo che le ha rese animali, opposti a quelli i cui loro poteri fanno riferimento. Grazie alla Miracle Kirakiraru Light, però, le guerriere ottengono la trasformazione in Super Pretty Cure e annientano il nemico. Inoltre alla competizione di pasticceria si classificano seconde.

## Personaggi esclusivi del film
Jean-Pierre Zylberstein (ジャン＝ピエール・ジルベルスタイン?, Jan-Piēru Jiruberusutain)
È un pasticciere parigino di poca fama, ma con molto talento, che ha insegnato a Kirarin/Ciel e Pikario come fare i dolci. Talvolta esuberante, ha da sempre dedicato la sua vita ai dolci e aspira a creare quello supremo. L'influenza negativa di Cook lo porta pian piano a non distinguere la realtà delle cose e non ragionare più, ma le Pretty Cure riescono a riportarlo alla normalità.
Cook (クック?, Kukku)
È un fantasma dei dolci che assomiglia a una bambola e che finisce le frasi con l'intercalare "kukku" (「クック」?, "kukku"). Jean-Pierre la trova all'interno di un ricettario e da quel momento lei sta sempre al fianco di lui. Ha un'influenza negativa su quest'ultimo ed è lei la responsabile dei disastri che stanno succedendo a Parigi e alle Pretty Cure, le quali si oppongono fermamente al suo piano di conquista di far diventare di dolci il mondo intero. Quando alla fine viene sconfitta, si scopre che in passato era una pasticcera e che la sua era una vendetta contro gli umani che avevano osato dirle che le sue creazioni dolciarie non erano buone.
Awatateki Monster (泡だて器モンスター? lett. "Mostro frullino")
È un mostro dalle sembianze di una frusta di un frullino che attacca improvvisamente la città e rende inefficienti le capacità culinarie di Ciel e degli altri maestri pasticcieri attraverso un incantesimo. Può variare grandezza e, tramite esso, Cook rende le Pretty Cure animali, opposti a quelli i cui loro poteri fanno riferimento. Viene distrutto grazie al potere delle Miracle Kirakiraru Light.
Brioche (ブリオッシュくん?, Buriosshu-kun), Tarte (タルトちゃん?, Taruto-chan) & Éclair (エクレアちゃん?, Ekurea-chan)
Sono dei dolci trasformati in mostri da Cook per attaccare e rendere Parigi tutta fatta di dolci. Brioche può saltare, Tarte è abilitato a volare ed Éclair striscia nel terreno, e tutti e tre possono moltiplicarsi.
Dolce gigante (巨大スイーツ?, Kyodai suītsu)
È il cosiddetto "dolce supremo" (究極のスイーツ?, Kyūkyoku no suītsu) creato da Jean-Pierre sotto l'influsso negativo di Cook, la quale come ultimo ingrediente per completarlo aggiunge il pasticciere stesso. Diventato enorme, comincia ad attaccare Parigi e a renderla in dolciumi. Per liberare quindi Jean dal suo interno, le Super Pretty Cure gli fanno assaggiare la loro millefoglie che lo riporta alla normalità e ferma il mostro. Non soddisfatta dell'accaduto, la stessa Cook si fonde con esso e riprende ad attaccare la città, ma le Super Pretty Cure la annientano definitivamente.

## Oggetti magici
Miracle ☆ Kirakiraru Light (ミラクル☆キラキラルライト?, Mirakuru ☆ Kirakiraru Raito)
È una piccola torcia con l'estremità di cristallo a forma di frusta da cucina decorata con un cuore che proietta un fascio di luce. Scaccia il male e trasforma il coraggio in un nuovo potere per le Pretty Cure, consentendo loro di trasformarsi in Super Pretty Cure.
In Giappone, quando è uscito il film, le Miracle Kirakiraru Light sono state realmente distribuite al pubblico nelle sale, difatti nella sequenza introduttiva del lungometraggio si vedono Yukari e Akira spiegare come utilizzarla per incitare le Pretty Cure durante la visione.
Mémoire Mille-feuille (メモワールミルフィーユ?, Memowāru Mirufīyu)
Ispirata al dolce che creò Jean-Pierre quando incontrò Kirarin/Ciel e Pikario per la prima volta, è una millefoglie a forma di due piccole ali. Le Pretty Cure la riproducono per farla assaggiare a Jean-Pierre nella speranza di liberarlo dall'influsso maligno di Cook. Durante la battaglia contro il dolce gigante, acquista potere e si divide in sei Animal Sweets, che permettono alle Super Pretty Cure di eseguire l'attacco finale.

## Trasformazioni e attacchi
- Chocolat Écrevisse Spin (ショコラ・エクルビス・スピン?, Shokora Ekurubisu Supin): è l'attacco di Cure Chocolat in versione gambero. La Pretty Cure si lancia in aria, rotea su se stessa e atterra sul nemico con tutto il corpo, facendolo rimbalzare via.

- Trasformazione (Super (スーパー?, Sūpā)): le Pretty Cure si trasformano in Super Pretty Cure grazie al potere della Miracle ☆ Kirakiraru Light. Gli abiti assumono sfumature più chiare e sulla schiena delle guerriere c'è un paio di ali.
- Animal Go-Round Parfait Mémoire (アニマルゴーランド・パルフェットメモワール?, Animaru Gō Rando Parufetto Memowāru): è l'attacco di gruppo delle Super Pretty Cure utilizzando i loro rispettivi Kirakiraru Creamer e gli Animal Sweets derivati dalla Mémoire Mille-feuille. Dopo aver inserito gli Animal Sweets e i Crystal Animal nei Kirakiraru Creamer, questi ultimi prendono vita e le Super Pretty Cure sedute in sella a loro girano attorno al nemico e lo cospargono di Kirakiraru, facendolo esplodere.

## Luoghi
Parigi (パリ?, Pari)
La capitale della Francia, nella quale Ciel ha vissuto in passato.

## Colonna sonora
| Nº | Titolo CD | Numero tracce | Data uscita     |
| -- | --- | ------------- | --------------- |
| 1  | Très Bien-semble!! / Mémoire Mille-feuille (トレビアンサンブル！！／メモワール・ミルフィーユ?)                                                                                                   | 4             | 25 ottobre 2017 |
| 2  | Eiga Kirakira ☆ Precure À La Mode - Paris to! Omoide no mille-feuille! - Original Soundtrack (映画 キラキラ☆プリキュアアラモード パリッと！想い出のミルフィーユ！ オリジナル・サウンドトラック?) | 42            | 25 ottobre 2017 |
| 3  | Precure eiga shudaika Collection 3 (プリキュア映画主題歌コレクション３?) | 26            | 31 ottobre 2018 |

### Sigle
La sigla originale di apertura è composta da Tomoyuki Ōtake con il testo di Shōko Ōmori, mentre quella di chiusura da Keita Miyoshi con il testo di Noriko Fujimoto (Nostalgic Orchestra).
Sigla di apertura
- SHINE!! Kirakira ☆ Precure À La Mode (ＳＨＩＮＥ！！キラキラ☆プリキュアアラモード?), cantata da Yuri Komagata

Sigla di chiusura
- Très Bien-semble!! (トレビアンサンブル！！?), cantata da Yuri Komagata & Kanako Miyamoto

## Cortometraggio
Petit ☆ Dream Stars! Let's·La·Cookin'? Showtime! (Ｐｅｔｉｔ☆ドリームスターズ！レッツ・ラ・クッキン？ショータイム！?, Puchi ☆ Dorīmu Sutāzu! Rettsu Ra Kukkin? Shōtaimu!) è un corto realizzato in CGI, della durata di cinque minuti circa con protagonisti Pekorin, Mofurun, Pafu e Aroma, proiettato prima dell'inizio del film.
Il corto vede Pekorin, insieme a Mofurun, Pafu e Aroma, preparare la ricetta di un dolce. Poiché manca della farina all'impasto, Pafu va a recuperarla in cantina, ma scambia il barattolo che serve con uno dai poteri magici: di conseguenza, l'impasto prende prima la forma di un serpente animato, poi di un grosso drago sputafuoco e comincia a seminare il panico. Fortunatamente, grazie alle Miracle Kirakiraru Light, il mostro viene sconfitto e si riduce a una montagna di biscotti cotti.

### Personaggi esclusivi del corto
Cookie Dragon (クッキードラゴン?, Kukkī Doragon)
È un mostro nato per sbaglio dall'impasto del dolce che stanno preparando Pekorin, Mofurun, Pafu e Aroma. Inizialmente ha le sembianze di un serpente, poi si evolve in un grosso drago sputafuoco, infine grazie alle Miracle Kirakiraru Light si riduce a una montagna di biscotti.

## Distribuzione

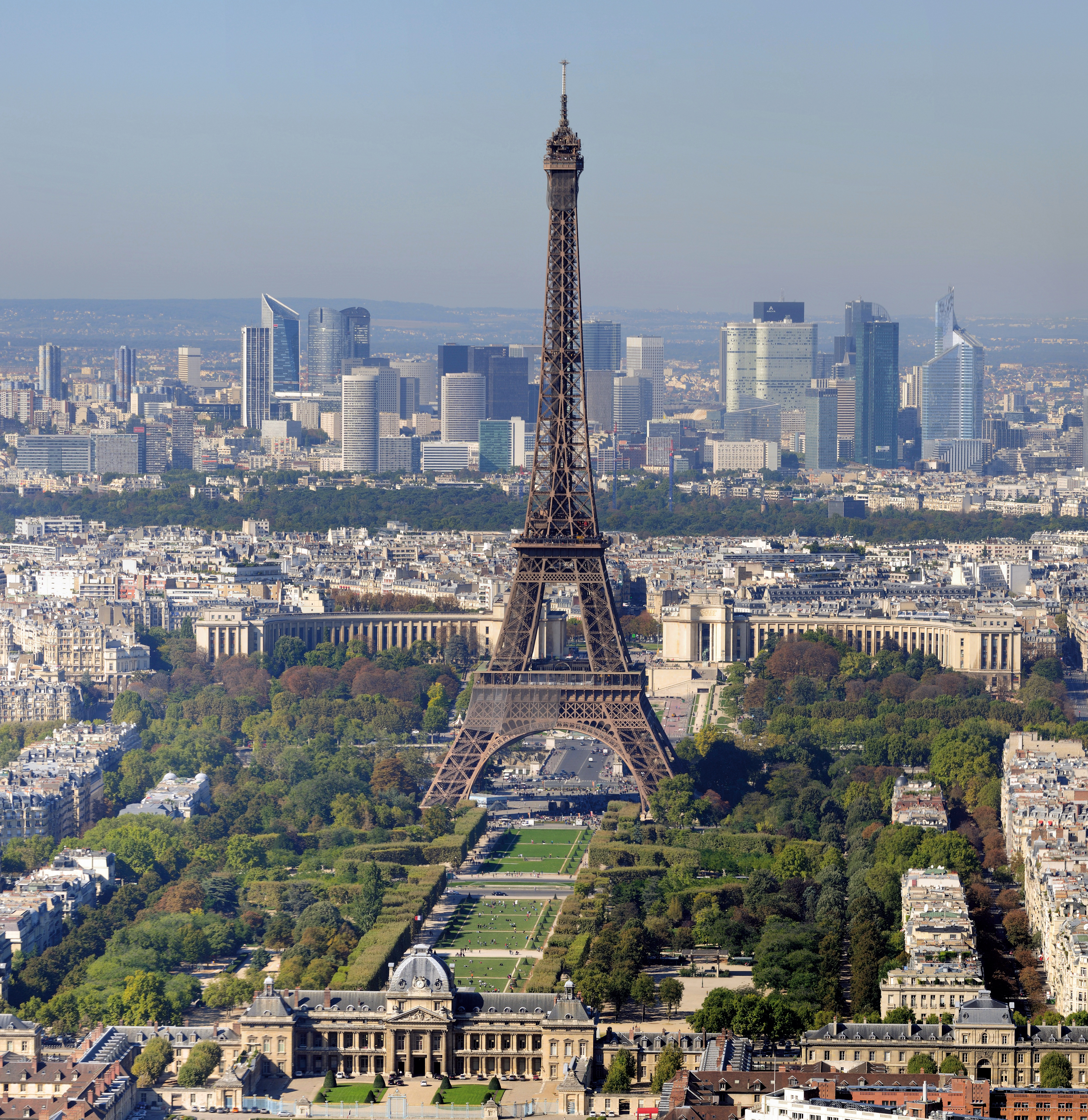
La Torre Eiffel, simbolo di Parigi e della Francia, che compare anche nel film

Il film è stato proiettato per la prima volta nelle sale cinematografiche giapponesi il 28 ottobre 2017. Il DVD e il Blu-ray sono usciti il 7 marzo 2018.

## Accoglienza
Nel primo fine settimana di proiezione, il film ha incassato la cifra di 193.101.900 yen, piazzandosi al primo posto del box office, diventando il film del franchise con il maggior incasso nel weekend di debutto: ha così superato il predecessore del 2012, Eiga Smile Pretty Cure! - Ehon no naka wa minna chiguhagu!. L'incasso totale è di 800 milioni di yen circa.

## Altri adattamenti
Un adattamento in cartaceo del film è stato pubblicato da Kōdansha il 25 ottobre 2017 con ISBN 978-4-06-344698-2.